# I Believe in You
I Believe in You este o melodie pop-dance interpretată de Kylie Minogue și compusă de aceasta și Jake Shears și Babydaddy de la Scissor Sisters. A fost produs de Shears și Babydaddy, primind recenzii pozitive de la critici când a fost lansat ca prim single de pe al doilea „greatest hits” a lui Minogue, Ultimate Kylie în decembrie 2004.
Melodia a ajuns pe locul 1 în Chile, Israel, Portugalia, România și Ucraina, pe locul 2 în Marea Britanie, și pe 6 în Australia și Elveția. A devenit un hit în cluburile din Statele Unite, atingând locul 3 în Billboard Dance Club Play, primind și o nominalizare la premiile Grammy pentru „Cea mai bună înregistrare dance”.